# O Tannenbaum

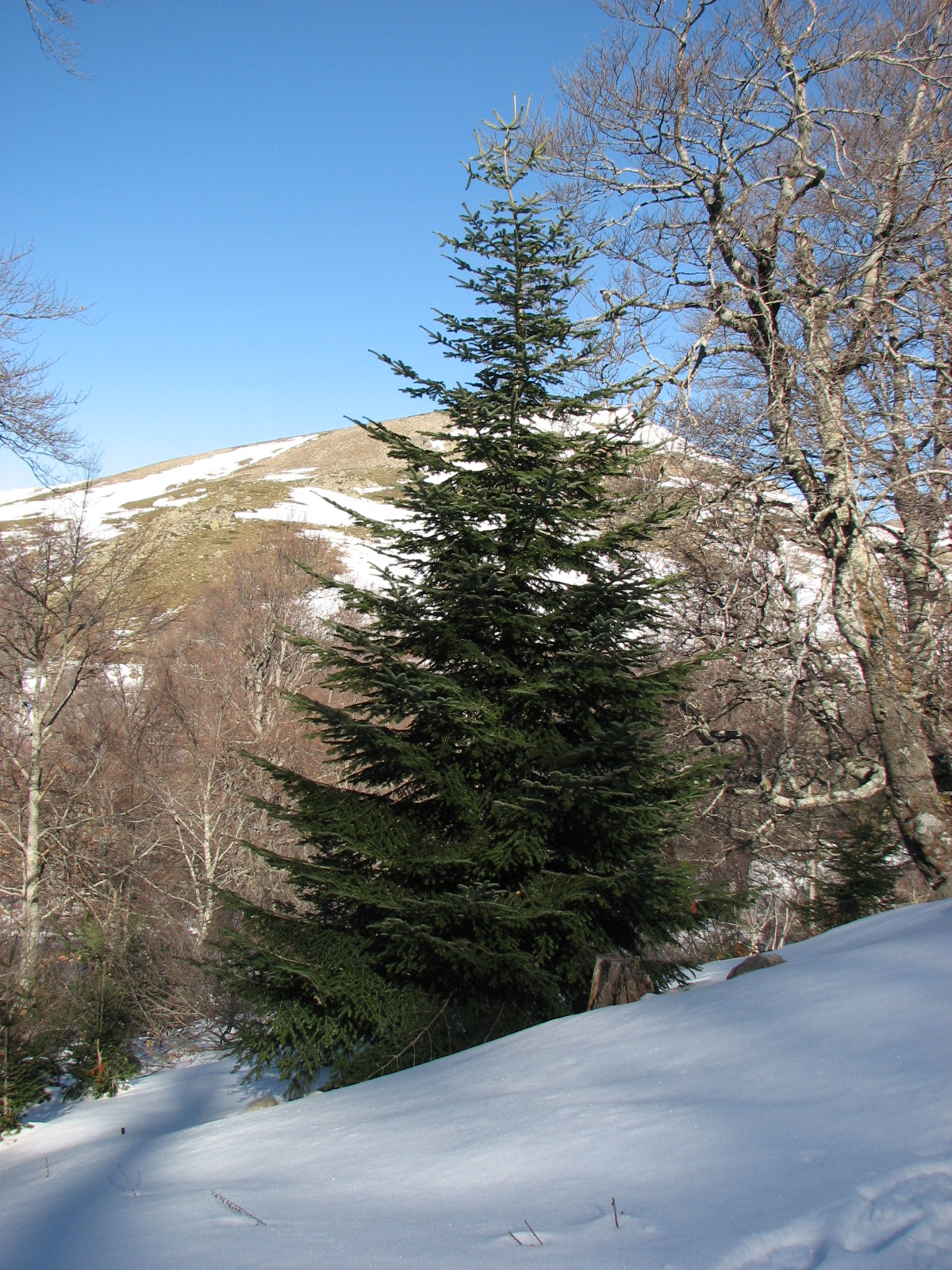
Grüne Tanne im Schnee

Das Lied O Tannenbaum (historisch und regional auch O Tannebaum) gehört zu den bekanntesten Weihnachtsliedern. Der Text des Liedes geht in seiner heutigen Form auf August Zarnack und Ernst Anschütz zurück, bei der Melodie handelt sich um eine Volksweise.

## Textgeschichte

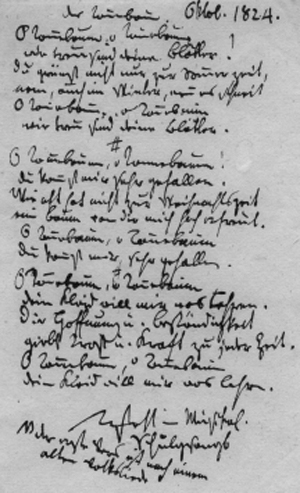
Handschrift von Ernst Anschütz (1824)

O Tannenbaum geht auf ein Lied aus dem 16. Jahrhundert zurück, das 1615 von Melchior Franck in einem Quodlibet zitiert wurde und zu Beginn des 19. Jahrhunderts auch als schlesisches Volkslied verbreitet war. Ludwig Erk und Franz Magnus Böhme geben im Deutschen Liederhort mit dem Lied Es hing ein Stallknecht seinen Zaum eine noch ältere Quelle an. In diesem Lied war bereits zwischen 1550 und 1580 die folgende Strophe enthalten:
O Tanne, du bist ein edler Zweig,

Du grünest Winter und die liebe Sommerzeit

Wenn alle Bäume dürre sein

So grünest du, edles Tannenbäumelein
Auf dieselben Vorlagen geht auch das Volkslied O Tannenbaum, du trägst ein’ grünen Zweig zurück, das mit seiner heute bekannten Melodie seit Anfang des 19. Jahrhunderts aus Westfalen überliefert ist.
August Zarnack (1777–1827) schrieb in Anlehnung an dieses Lied 1819 O Tannenbaum als tragisches Liebeslied, in dem der beständige Tannenbaum als sinnbildlicher Gegensatz zu einer untreuen Geliebten benutzt wird. Dieses Lied, in dessen zweiter Strophe „O Mägdelein, o Mägdelein, wie falsch ist dein Gemüte“ gesungen wird, ist heute noch im Allgemeinen Deutschen Kommersbuch zu finden. Zum Weihnachtslied wurde es, nachdem der Leipziger Lehrer Ernst Anschütz 1824 die erste Strophe beibehielt und die restlichen drei durch zwei andere ersetzte, in denen nur noch vom Baum die Rede ist. Das Aufstellen von Tannen als Weihnachtsbäumen war inzwischen ein Brauch zum Fest geworden. Die zweite Zeile des Liedes hieß ursprünglich „Wie treu sind deine Blätter“, da das Liebeslied einen Kontrast zwischen der Treue des Baumes und der Untreue der Geliebten bildete. Auch in Anschütz’ Weihnachtslied blieb das zuerst unverändert, jedoch wurde der Text „Wie grün sind deine Blätter“ im 20. Jahrhundert besser bekannt.

## Melodiegeschichte
Sowohl Zarnack als auch Anschütz unterlegten ihre Texte einer Volksweise, die sich zu dem Text Es lebe hoch der Zimmermannsgeselle im Mildheimischen Liederbuch von 1799 findet. Später setzte sich zu dem Lied die Melodie des Studentenliedes Lauriger Horatius („Lorbeerheld Horatius“) durch, auf die es bis heute gesungen wird. Der Text dieses Studentenlieds ist seit Ende des 18. Jahrhunderts belegt, zusammen mit der Melodie seit Mitte des 19. Jahrhunderts. Auch die Lieder Mihi est propositum und Gott grüß dich, Bruder Straubinger wurden auf diese Melodie gesungen. Der Mittelteil des Liedes weist Anklänge an das Kirchenlied Ewiger Gott, wir bitten dich (Straßburg, 1697) auf.
Ebenso wie O Tannenbaum basieren Liedtexte in vielen anderen Sprachen auf der Melodie Lauriger Horatius. Ein Lied der Internationalen Arbeiterbewegung namens The Red Flag, Hymnen der US-amerikanischen Bundesstaaten Maryland (Maryland, My Maryland, offiziell 1939–2021), Florida (offiziell 1913–1935), Michigan (inoffiziell), Iowa (offiziell seit 1911) und die Hymne der Nankai-Universität (Tianjin, VR China) verwenden diese Melodie. Der Fangesang „We’ll keep the blue flag flying high“ des englischen Fußballvereins FC Chelsea wird zu dieser Melodie gesungen. Auf Island existiert ein Schullied, dessen Text mit „Í skólanum, í skólanum, er skemmtilegt að vera“ beginnt und das zu der Melodie gesungen wird.

## Rezeption
Wegen der Bekanntheit des Liedes und der relativen Einfachheit der Melodie wurden oft andere Texte zu der Melodie gedichtet. Bekannt wurde zum Beispiel nach der Abdankung von Kaiser Wilhelm II. 1918 eine Version mit Zeilen wie „O Tannenbaum … der Kaiser hat in’ Sack gehaun, er kauft sich einen Henkelmann und fängt bei Krupp in Essen an“ bzw. „… er zieht die blauen Hosen an und fängt bei Krupp das Drehen an“. Bekannt sind auch die Schülervariante „O Tannenbaum … der Lehrer hat mir’n Arsch verhaun, o Tannenbaum … dafür schiff’ ich ihm an den Zaun“ und die Fassung, die die kindliche Furcht vor dem Weihnachtsmann in Spott verwandelt: „O Tannenbaum … der Weihnachtsmann will Äpfel klau’n; er zieht sich die Pantoffeln an, damit er besser schleichen kann“.
Kurt Tucholsky zitiert den historischen Titel O Tannebaum wiederkehrend in seinem Gedicht Weihnachten (1918). Hanns Eislers Vertonung, die er dem Schauspieler Ernst Busch zueignete, zitiert im Refrain an diesen Stellen auch die Melodie.

## Text
Der Tannenbaum.

O Tannenbaum, o Tannenbaum!

Wie treu *) sind deine Blätter;

du grünst nicht nur zur Sommerzeit,

nein, auch im Winter, wenn es schneit.

O Tannenbaum, o Tannenbaum,

wie treu sind deine Blätter.

O Tannenbaum, o Tannenbaum,

du kannst mir sehr gefallen;

wie oft hat nicht zur Weihnachtszeit

ein Baum von dir mich hoch erfreut.

O Tannenbaum, o Tannenbaum,

du kannst mir sehr gefallen.

O Tannenbaum, o Tannenbaum,

dein Kleid will mir was lehren:

die Hoffnung und Beständigkeit

giebt Trost und Kraft zu jeder Zeit!

O Tannenbaum, o Tannenbaum,

dein Kleid will mir was lehren.

  (Text nach dem Erstdruck 1824)